# Den svenske antarktisekspedition 1901–03
Den svenske antarktisekspedition 1901–03 under ledelse af Otto Nordenskjöld var den første svenske ekspedition til Antarktis. Det var også en af de første videnskabelige ekspeditioner til det for det meste uudforskede kontinent. Til trods for at ekspeditionen var spækket med udmattende oplevelser og problemer, fik den et vellykket udfald og bidrog til stor videnskabelig fremgang.

## Baggrund
På begyndelsen af 1900-tallet blev Sverige gerne anset som en moderne nation med interesse for videnskab og tekniske nyvindinger. Adolf Erik Nordenskiölds opdagelse af Nordøstpassagen og polarforskningen i Arktis havde bidraget til et godt rygte udenlands. Allerede i 1889 havde Adolf Nordenskiöld planer om en antarktisekspedition, og under den sjette geografiske kongres i London i 1898 havde internationale forskere fremsatte en række spørgsmål angående det ukendte kontinent. Så langt havde først og fremmest sæl- og hvalfangere bevæget sig i området.

## Forberedelser
Otto Nordenskjöld startede i 1899 planlægningen af en ekspedition med hensigt at udforske de østlige og nordlige dele af Den antarktiske halvø. Han fremlagde sin plan for Svenska Sällskapet för Antropologi och Geografi i januar 1900. Efter en kritisk granskning afslog Kungliga svenska vetenskapsakademin imidlertid ansøgningen om bidrag, og ekspeditionen blev derfor helt privatfinansieret.
Nordenskjöld deltog sommeren 1900 som geolog på en dansk ekspedition til Østgrønland. Her fik han mulighed til at lære sig danskernes veludviklede polarteknik, blandt andet at køre med hundespand. Han gjorde sig også bekendt med ekspeditionsfartøjet "Antarctic", en gammel, tremastet sælfangerskude, som han senere indkøbte til sin egen ekspedition.

## Deltagere
Carl Anton Larsen blev udpeget til kaptajn på ekspeditionsfartøjet "Antarctic". Larsen var en erfaren norsk kaptajn, som allerede havde gennemført flere sørejser i området. Videre indgik den norske slædefører Ole Jonassen og en norsk besætning på 15 mand.
Videnskabsmændene blev hvervet blandt de naturvidenskabelige fakulteter ved Uppsala universitet, og omfattede:
- Johan Gunnar Andersson, arkæolog, palæontolog og geolog
- Karl Andreas Andersson, zoolog
- Gösta Bodman, kjemiker, mineralog og meteorolog, ansvarlig for de meteorologiske og magnetiske observationer
- Samuel August Duse, kartograf
- Erik Ekelöf, læge og bakteriolog
- Axel Ohlin, zoolog
- Carl Johan Fredrik Skottsberg, botaniker
- José Maria Sobral, en argentinsk søofficer og videnskabsmand sluttede sig til ekspeditionen i Buenos Aires efter, at Argentina havde bidraget med forsyninger og proviant. Sobral skulle udføre en række videnskabelige studier[2] og blev den første argentiner, som satte sin fod på det antarktiske kontinent
- Frank Wilbert Stokes, amerikansk tegner, gik også ombord i Buenos Aires. Stokes, som havde erfaring fra kolde egne, malede fire oliemalerier og en producerede en række tegninger i løbet af rejsen.[4]

## Ekspeditionen
Planen var oprindelig, at en forskergruppe under ledelse af Nordenskjöld skulle udforske området omkring Antarktishalvøen og finde en egnet plads for overvintringen, samtidig som Larsen og øvrige forskere skulle udforske Weddellhavet. Der efter skulle "Antarctic" hente Nordenskjöld for der efter at returnere til Sverige i foråret 1903. I lasten fandtes endvidere materialer til en hytte, hvori forskerne skulle opholde sig i vinterperioden.

### Udrejse
Den 16. oktober 1901 forlod "Antarctic" Göteborgs havn. Samme år startede flere europæiske ekspeditioner, blandt andre Discovery-ekspeditionen under ledelse af Robert F. Scott. Ekspeditionen nåede Buenos Aires den 15. december, hvor man lastede forsyninger og tog J.M. Sobral og F.W. Stokes ombord. Den 21. december fortsatte rejsen syd over, og man nåede Port Stanley på Falklandsøerne på nytårsaften.

### Første sæson, 1902
Fartøjet fortsatte og nåede Sydshetlandsøerne den 11. januar, og man udforsket nogen af øerne inden rejsen fortsatte syd over gennem Antarctic Sound (opkaldt efter fartøjet). Den 15. januar opdagede man Hope Bay og fortsatte mod Pauletøen. Herfra fortsatte man der efter mod Seymourøen (som Larsen allerede hade besøgt 1892), hvor man slog lejr. Nordenskjöld fortsatte så videre syd over langs den ukendte kyst og kom så langt syd på som 60° 10' S og 45° 7' V inden man vendte nord over 1. februar. Den 9. februar så man igen land og valgte nu Snow Hill Island lidt syd for Seymourøen til vinterlejr. Nordenskjöld gik i land med fem andre og der blev losset udrustning, proviant og hunde. "Antarctic" fortsatte der efter at udforske øer omkring Syd-Georgia. Her udvalgte Larsen pladsen for en fremtidig hvalfangststation og pladsen blev navngivet Grytviken. Til sidst nåede de Falklandsøerne.
Det tog Nordenskjölds gruppe omkring to uger at opsætte lejrhytten og et lille skjul for magnetismeobservationer. Vejret forbedrede sig i marts og der blev udlagt flere depoter for brug på turene langs kysten til sommeren. Udfarterne blev afsluttet 31. oktober, og "Antarctic" var ventet i begyndelsen af januar.
Dagbøgerne fortæller om hverdagsrutiner, hjemlængsel og kedsomhed. Dårligt vejr til trods kunne man dog udføre en del ture, hvor der blev indsamlet dyre- og plantefossiler og udført geologiske studier. Disse studierne kom senere delvist til at ligge til grund for teorierne om kontinentaldriften.
Bodman var på grund af sine opgaver forhindret i at forlade lejren, og først i november fik han anledning til at se sig om i området. Sammen med Ekelöf og slædeføreren Ole Jonassen gennemførte de det, Bodman senere kaldte "En Picnic i Antarctis": "Vår första dag afslutades med chateaubriand på kejsarpingvin jämte en kopp kaffe. Efter kvällsvarden in i våra sovsäckar med rockarne ihoprullade till huvudkuddar. Så togos piporna fram till en liten aftonrök och kommo vi öfverens om att icke allt för länge ligga och gona oss morgonen därpå."
Efter at have overvintret på Falklandsøerne, forlod "Antarctic" havnen 5. november og sejlede mod Ushuaia for at laste forsyninger. Der blev også overbragt meddelelser til argentinske og svenske myndigheder om deres planlagte rute og lejrplasser. "Antarctic" sejlede syd over og Orléansstrædet og Gerlachestrædet blev kortlagt, før kursen blev lagt mod Antarctic Sound nærmere Nordenskjölds lejr. Isforholdene førte imidlertid til, at skuden blev siddende fast, og den 29. december blev det besluttet at sætte Andersson, Duse og besætningsmedlemmet Toralf Grunden i land. Dette var ved Hope Bay, og de lagde igen et depot, før de begav sig i vej mod Snow Hill Island.

### Anden sæson, 1903
"Antarctic" slap senere fri af isen og fortsatte mod Pauletøen, hvor fartøjet den 9. januar igen satte sig fast. Den 3. februar slap hun atter fri, men var nu sprunget læk, så Larsen ville forsøge at strandsætte hende på Pauletøen. Den 12. februar, omkring 40 kilometer før de kom frem, sank "Antarctic". Det var imidlertid lykkedes besætningen at bjerge en del forsyninger og udstyr, og de fortsatte den tunge vej til fods mod Pauletøen. Først den 28. februar nåede de frem og begyndte at bygge en stenhytte.
Da tidspunktet for "Antarctic"s planlagte tilbagekomst nærmede sig, skrev Nordenskjöld i sin dagbog den 14. januar at der var gået "11 månader från den dag vi kommo hit. Ja, icke trodde jag då att det skulle bli så länge, och måtte nu ej följa 11 månader till, och kanske ytterligare 11, och framför allt måtte vi blott alla en gång komma härifrån". Havisen lagde sig efter en storm den 18. februar, og de indså nu, at de måtte tilbringe nok en vinter i lejren.
Samtidig fortsatte Andersson, Duse og Grunden mod Snow Hill Island, men det var udfordrende at orientere sig. Efter nogen uger afbrød de forsøget, og den 11. februar begyndte de at opføre en hytte ved Hope Bay med det begrænsede udstyr, de havde til rådighed. Bygningen stod færdig en måned senere, i tide til vintersæsonen.
Ekspeditionsmedlemmerne ernærede sig på pingviner, fugleæg og sæl. Den 7. juni omkom besætningsmedlemmet Ole Christian Wennersgaard på Pauletøen.
Om foråret var sundet ved Vega Island fortsat tilfrosset, og mandskabet begav sig den 29. september atter mod Snow Hill Island og nåede Vega Island den 9. oktober. Den 12. oktober mødte de Nordenskjöld, som også var på vej mod Vega Island under en rekognosceringstur.. Gruppen fra Hope Bay var så usoignerede, at Nordenskjöld ikke genkendte dem med det samme.
Samtidig sendte Larsen en gruppe til Hope Bay den 31. oktober for at hente gruppen der. Da de kom frem 4. november var lejren forladt, og mændene havde efterladt en melding om, at de havde begivet sig mod Snow Hill Island. Nordenskjölds gruppe vendte nu mod Seymourøen, hvortil også Larsen nu var på vej.

### Undsætning
I slutningen af oktober besluttede den argentinske marine at sende et undsætningsskib efter ikke at have hørt fra ekspeditionen længe. Korvetten "Uruguay" med kaptajn Julian Irizar ankom til Seymourøen den 7. november og en eftersøgningspatrulje blev sat i land. Patruljen fandt først Bodman og Åkerlund i deres telt, og der efter Nordenskjölds gruppe. Den 9. november forlod "Uruguay" Snow Hill Island og traf efter kort tid på Larsens gruppe, som var på vej mod øen. Dagen efter forlod de området og ankom til Buenos Aires den 2. december. Den 10. december sejlede de videre på fartøjet "Tijuca" via Hamburg og ankom omsider Stockholm den 10. januar 1904.
Også i Sverige blev der i april planlagt og iværksat en eftersøgningsaktion, men denne nåede først frem længe efter argentinernes undsætningsaktion.

## Resultat
Ekspeditionen mistede et besætningsmedlem og sit fartøj, men formåede at udføre en lang række undersøgelser og gjorde et stort antal geografiske opdagelser. De geologiske studier lagde grundlaget for kontinentaldriftsteorien.
Det skulle vare helt til 1949 før Sverige i den Norsk-britisk-svenske antarktisekspedition gennemførte en ny ekspedition til dette kontinent.